# Mara Mukuna
Mara Mukuna (6. listopada 1993.) je rukometaš iz Demokratske Republike Kongo. Nastupa za domaći klub Heritage Handball i rukometnu reprezentaciju Demokratske Republike Kongo.
Natjecao se na Svjetskom prvenstvu u Egiptu 2021., gdje je reprezentacija DR Konga završila na 28. mjestu.